# К'ак'-Холов-Чан-Йо'паат
К'ак'-Холов-Чан-Йо'паат (д/н — бл. 810) — ахав Цу'со у бл. 795—810 роках. Відомий також як «Нефритове Небо».

## Життєпис
Був сином ахава К'ак'-Тілів-Чан-Йо'паата. Про дату народження нічого невідомо. Посів трон після смерті свого брата-ахава Чан-Йо'паата. Посів трон між 795 та 800 роками.
Він відновив перервану його попередником практику установки стел, що повинно було продемонструвати повернення до традицій К'ак'-Тілів-Чан-Йо'паата. Проте їхні незначні розміри свідчать про те, що цей володар вже не міг зосереджувати на створенні монументів великі матеріальні і людські ресурси.
З нагоди закінчення десятиліття 9.18.10.0.0, 10 Ахав 8 Сак (19 серпня 800 року) в Кіріґуа було встановлено стелу I. На ній міститься найдокладніший опис переможної для царства Цу'со війни проти Шукуупської держави в 738 році.
Незважаючи на зусилля К'ак'-Холов-Чан-Йо'паата держава все більше занепадає. У день 9.18.15.0.0, 3 Ахав 3 Йаш (24 липня 805 року) було висвячено останній відомий на сьогоднішній день монумент з Кіріґуа — стела К. Вона містить опис проведених К'ак'-Холов-Чан-Йо'паатом обрядів.
Також за наказом цього ахава зведено 2 найбільших споруди Акрополя Кіріґуа: 1B-5 та 1B-1. В написах з Споруди 1B-1 міститься найпізніша дата історії Цу'со — 9.19.0.0.0, 9 Ахав 18 Моль (28 червня 810 року). В цей день К'ак'-Холов-Чан-Йо'паат відсвяткував закінчення к'атуна разом з Яш-Пасах-Чан-Йо'паатом, ахавом Шукуупа. Ця дата наведена в довгому тексті на фасаді, від якого збереглася лише невелика частина, а також на трьох лавах з внутрішніх кімнат споруди.
Точна дата смерті невідома. Це відбулося десь у 810-х роках. Натепер К'ак'-Холов-Чан-Йо'паат вважається останнім володарем царства Цу'со. З його смертю ця держава припинила своє існування.